# Nová Ves (České Budějovice)
Nová Ves é uma comuna checa localizada na região da Boêmia do Sul, distrito de České Budějovice.